# Naplate
Naplate és una població dels Estats Units a l'estat d'Illinois. Segons el cens del 2000 tenia 523 habitants.

## Demografia
Segons el cens del 2000, Naplate tenia 523 habitants, 233 habitatges, i 137 famílies. La densitat de població era de 1.835,7 habitants/km².
Dels 233 habitatges en un 24% hi vivien nens de menys de 18 anys, en un 46,8% hi vivien parelles casades, en un 9,4% dones solteres, i en un 41,2% no eren unitats familiars. En el 37,3% dels habitatges hi vivien persones soles el 16,7% de les quals corresponia a persones de 65 anys o més que vivien soles. El nombre mitjà de persones vivint en cada habitatge era de 2,23 i el nombre mitjà de persones que vivien en cada família era de 2,99.
Per edats la població es repartia de la següent manera: un 21,2% tenia menys de 18 anys, un 8,4% entre 18 i 24, un 27,7% entre 25 i 44, un 21,2% de 45 a 60 i un 21,4% 65 anys o més.
L'edat mediana era de 40 anys. Per cada 100 dones de 18 o més anys hi havia 86,4 homes.
La renda mediana per habitatge era de 31.083 $ i la renda mediana per família de 41.250 $. Els homes tenien una renda mediana de 33.929 $ mentre que les dones 18.214 $. La renda per capita de la població era de 16.459 $. Aproximadament el 7,6% de les famílies i el 9,7% de la població estaven per davall del llindar de pobresa.

## Poblacions més properes
El següent diagrama mostra les poblacions més properes.